# Zoroaster (opera)
Zoroaster (fr.: Zoroastre) – pięcioaktowa opera (tragedia muzyczna – tragédie lyrique) Jeana-Philippe’a Rameau z 1749 roku, przerobiona w 1756 roku. Swoją premierę miała 5 grudnia 1749 roku w Académie Royale de Musique w Paryżu i ponownie 20 stycznia 1756 roku w Théâtre du Palais-Royal.

## Historia powstania utworu
Opera powstała w latach 1747-1749. Swoją premierę miała 5 grudnia 1749, nie spotkała się jednak z dobrym przyjęciem. Zeszła z afisza w lutym 1750 roku po 25 przedstawieniach. W maju 1752 roku librecista i kompozytor podjęli pracę nad przeróbką utworu.
W 1752 roku dzieło zostało zrealizowane w Dreźnie przez włoski zespół teatralny króla polskiego i elektora saskiego Augusta III w przekładzie na język włoski i w twórczej adaptacji Giacomo Casanovy (zapewne za protekcją jego matki Giovanny, która była aktorką w tym zespole). Premiera drezdeńska została wzbogacona siedmioma tańcami z muzyką Johanna Adama: Battriani, Seluaggi Indiani, Ballo de popoli elementari, Ballo de sacerdoti d'arimano, Ballo di spiriti crudeli delle tenebre, Ballo de popoli elementari oraz Ballo generale di pastori, e paesani e paesani w choreografii pierwszego tancerza tamtejszego zespołu Antoine’a Pitròta.
W Paryżu Zoroaster został ponownie wystawiony w 1756 roku i choć miał tym razem tylko 8 przedstawień, spotkał się z dobrym przyjęciem i licznymi naśladownictwami (Nostradamus). 26 stycznia 1770 roku sztuka została wznowiona na inaugurację Palais-Royal (odbudowanego po pożarze z 1763 roku). Odegrano ją wówczas 20 razy. Ponownie wystawiła ją paryska Schola Cantorum 26 listopada 1903 roku w wersji koncertowej. Całość została zagrana w 1964 w Bordeaux, a następnie w Opéra Comique. W tym samym roku Serge Baudo wykonał utwór we francuskim radio. Od tego czasu wielokrotnie prowadził ją w wersji koncertowej William Christie (1998: Caen, Festiwal w Beaune, Lyon, Royal Albert Hall; 2001: Edynburg, Poissy). Pierre Audi (reżyser) i Christophe Rousset (dyrygent) wystawili ją natomiast w Drottningholm (2005) i Amsterdamie (2006). Za każdym razem korzystano z wersji z 1756 roku.

## Osoby
| Rola                                             | Głos                  | Aktorzy premiery z 1749  | Aktorzy premiery z 1752   | Aktorzy premiery z 1756 |
| ------------------------------------------------ | --------------------- | ------------------------ | ------------------------- | ----------------------- |
| Zoroaster, przywódca Magów                       | tenor                 | Pierre Jélyotte          | Bernardo Vulcani          | François Poirier        |
| Amelita, królewna baktryjska, ukochana Zoroastra | sopran                | Marie Fel                | Marta Bastona Focher      |                         |
| Abraman, kapłan Arymana, przeciwnik Zoroastra    | tenor                 | Claude Chassé de Chinais | Gioachino Limpergher      |                         |
| Erinice, księżniczka zakochana w Zoroastrze      | sopran                | Marie-Jeanne Chevalier   | Giovanna Casanova         |                         |
| Zopire                                           | bas                   | p. Person                | Cesare Darbes             |                         |
| Narbanor (1756)                                  | bas                   |                          |                           |                         |
| Oromazes (1756), król Dżinnów                    | bas                   |                          |                           |                         |
| Zélize (1749)                                    | sopran                |                          |                           |                         |
| Céphie, dwórka Amelity                           | sopran                |                          | Paola Falchie Noè         |                         |
| Abénis                                           | tenor                 | François Poirier         | Giovanni Battista Toscani |                         |
| Cénide (1749)                                    | sopran                |                          | Isabella Toscani          |                         |
| Orosmade (1749)                                  | tenor                 | François Poirier         |                           |                         |
| Salamandra (1749)                                | bas / sopran (1752)   | François Le Page         | Paoloa Falchi Noè         |                         |
| Sylfida (1749) / Sylf (1752)                     | sopran / tenor (1752) |                          | Giovanni Battista Toscani |                         |
| Zemsta                                           | bas                   | François Le Page         | Pietro Moretti            |                         |
| Aryman                                           | bas                   |                          |                           |                         |
| 3 Furie (1749)                                   | sopran i 2 tenory     |                          |                           |                         |
| 5 Furii (1756)                                   | 3 soprany i 2 tenory  |                          |                           |                         |
| Una voce che forte dall nuvola infiammata (1752) |                       |                          | Girolamo Focher           |                         |

## Treść

### Akt I
Amelita, córka króla Baktrii ma zostać po śmierci ojca królową. Pragnie jej Abraman, potężny kapłan boga Arymana, który wygnał ze stolicy Zoroastra, przywódcę Magów. Obojętność Amelity sprawia, że Abraman chce się na niej zemścić. Zaleca się więc do księżniczki Erinice, by przy jej pomocy zdobyć władzę. Erinice jest beznadziejnie zakochana w Zoroastrze, zgadza się więc na sojusz z Abramanem, mając nadzieję, że wyniesienie na tron królewski zbliży ją do ukochanego. Abraman dzieli się z nią magiczną mocą swej różdżki. Tymczasem Amelita płacze z tęsknoty za ukochanym Zoroastrem, a jej służki, Céphie i Zélise pocieszają ją. Przybywa Erinice i wydaje Amelitę na pastwę furii.

### Akt II
| wersja z 1749 | wersja z 1756 |
| O świcie współwyznawcy Zoroastra śpiewają hymn na cześć Ormuzda. Zoroaster błogosławi zakochanym parom. Ze świątyni dobywa się olśniewający blask i głos Ormuzda, który wzywa swego proroka, by wyzwolił królestwo spod władzy tyrana. Zoroaster wsiada na rydwan i rusza przeciw Abramanowi. | Zoroaster opłakuje swą nieszczęśliwą miłość do Amelity w pałacu Oromazesa, króla Dżinnów. Oromazes sprowadza duchy żywiołów, które tańczą wokół Zoroastra i nakazuje prorokowi wyzwolić królestwo i królewnę, po czym wręcza mu księgę życia. Na zamku tymczasem furie znęcają się nad Amelitą. Ponieważ królewna nie chce zrzec się władzy, Erinice jest gotowa ją zabić. Zapobiega temu przybycie Zoroastra. Erinice wyznaje mu swą miłość i odchodzi, knując zemstę. Kochankowie potwierdzają złożone już sobie wcześniej przysięgi. Zoroaster burzy mury więzienia i przedstawia ludowi nową władczynię, Amelitę. |

### Akt III
| wersja z 1749 | wersja z 1756 |
| Lud baktryjski cierpi pod tyranią Abramana. Zoroaster dowiaduje się od Zélise o uwięzieniu Amelity. Modli się do swojego boga, po czym wezwawszy lud do zrzucenia kajdan niewoli burzy mury więzienia i uwalnia Amelitę. Erinice i jej złe duchy pierzchają. Zjawia się jednak Abraman. Lud porzuca Zoroastra i Amelitę. Zoroaster wzywa Duchy Żywiołów, powierza im Amelitę i wyrusza na bój z Abramanem | Pod murami miasta, w którym ma się odbyć ślub Zoroastra i Amelity dochodzi do kłótni pomiędzy Abramanem i Erinice. Zwątpiwszy w jej zaangażowanie, Abraman pozbawia ją czarodzijeskich mocy i spowija w obłok. Sam zaś szykuje zasadzkę na wrogów. Nadchodzą Zoroaster i Amelita i rozpoczyna się ceremonia ślubna. Rozlega się grzmot i na chmurach przybywa Abraman pogrążając scenę w mroku. Zoroaster powierza Amelitę Duchom Żywiołów i podąża ku miastu, na które Abraman rzucił ogień. |

### Akt IV
Abraman wzywa bogów nienawiści i zemsty. Zopire przynosi mu wiadomości o sukcesach Zoroastra. Erinice wyrzuca Abramanowi, że wciągnął ją w swoje, niemające widoków powodzenia, plany. Abraman jest jednak przekonany, że wybiła dla niego godzina odpłaty. Wznosi przed świątynią bramę ze spiżu i wzywa na pomoc Arymana i moce piekielne. Do Abramana przyłącza się Erinice. Nadciągają też duchy piekielne prowadzone przez Zemstę, która przekazuje Erinice sztylet i jadowite węże. Demony obalają posąg Zoroastra, wydobywający się z podziemi głos Arymana, wzywa do wzięcia w niewolę i spętania wszystkich ludów.

### Akt V
| wersja z 1749 | wersja z 1756 |
| W ogrodzie pałacowym Amelita czeka na ukochanego. Zoroaster przynosi jej wieść o zwycięstwie. Lud pragnie mu oddać władzę. Zjawia się jednak Abraman, obwieszczając, że wyrocznia wskazała, że władczynią ma zostać Erinice. Zoroaster przeciwstawia się przeciwnikowi. Stronników zła pochłania ziemia. W oślepiającym blasku ukazuje się świątynia Duchów Żywiołów. Amelita i Zoroaster zostają władcami Baktrii. | Erinice chcąc ratować Zoroastra wyjawia mu plany Abramana. Zoroaster nie dba jednak o niebezpieczeństwo. Erinice ucieka na odgłos muzyki obwieszczającej ślub Zoroastra z Amelitą. Cephie przynosi Zoroastrowi wiadomość, że Amelita zniknęła. Kapłani złych mocy próbują koronować Erinice. Na obłoku ognistym zjawia się Abraman. Zoroaster ściąga jednak błyskawicę, która gubi wszystkich stronników zła. Duchy Żywiołów wyzwalają Amelitę. Oromazes ukazuje ją w świątyni światła, w której odtąd panować będzie Zoroaster. |

## O sztuce
Rameau powrócił Zoroastrem po pięciu latach do tragedii muzycznej. Cahusac napisał oryginalne libretto, w którym sięgnął do modnej wówczas tematyki wschodniej, obierając za głównego bohatera proroka i reformatora religii perskiej Zorastra (Sarastro w Czarodziejskim flecie Mozarta), nad którym czuwa bóg Ormuzd (Ahura Mazda), wcielenie dobra i światła w walce z siłami ciemności. Przedstawicielem mocy zła jest w utworze fikcyjna postać kapłana Arymana (Angra Mainyu), Abraman. Cahusac był aktywnym masonem, stąd liczne w jego libretcie nawiązania do ideologii i symboliki masońskiej (np. scena ceremonii inicjacyjnej w II akcie wersji z 1756 roku). Ostatecznie jednak fabuła Cahusaca jest przede wszystkim klasycznym romansem, w którym ścierają się ze sobą dwie pary bohaterów, para „jasna” i „ciemna”. Abraman pożąda Amelity, urokowi Zoroastra ulega Erinice, co prowadzi do klasycznego dramatu zazdrości, przyprawionego fantastyką. Postaci głównych protagonistów są w libretcie ukształtowane raczej statycznie. Główna rola w rozwoju akcji przypada bowiem duchom dobra i zła. Wyraziściej wypada para diabelska, której spadkobiercami będą bohaterowie romantyczni Lysiart i Eglantyna w Euryanthe Webera, państwo Makbetowie u Verdiego, Telramund i Ortruda w Lohengrinie Wagnera.
W wersji z 1756 roku kompozytor rozbudował rolę Erinice, pogłębiając jej motywacje. Szczytowym osiągnięciem sztuki jest akt IV, na który składają się: podniosły monolog Arymana, jego kłótnia z Erinice, scena czarów, której towarzyszy chór, dwie poważne arie, dramatyczne wejście Zemsty (które nie dorównuje jednak wyrazem scenie z Furiami i Parkami z Hipolita i Arycji), balet Duchów wreszcie wezwanie do walki pochodzące od Arymana. Całość, bardzo przekonująca dramaturgicznie, różni się jednak od klasycznych układów Rameau opartych raczej na bogactwie harmonii i instrumentacji niż na rytmie i ruchu. Akt ostatni zawiera piękną scenę Erinice i jej duet z Zoroastrem. Finał, ciekawiej wypadł w wersji pierwotnej, gdzie zamiast uroczystego błogosławieństwa Oromazesa, można było usłyszeć potężny duet Zoroastra z Abramanem i potężny chór Dieux tout puissants. We wcześniejszych aktach, również niepozbawionych piękna, Rameau zapożyczył to i owo ze swoich dawniejszych dzieł, m.in. z Pieces en concerts i z Samsona. W drugiej wersji dzieła stara się wkomponowywać divertissments w dramaturgiczny rytm utworu, czym przypomina przyszłe poszukiwania Glucka. W wersji z 1756 roku widać też wpływy włoskie, więcej jest na przykład numerów solowych (13 wobec 5 z 1749 roku).